# Antoine Devaux
Antoine Devaux est un footballeur français né le 21 février 1985 à Dieppe. Il évolue au poste de milieu de terrain.

## Biographie
Originaire de Dieppe, en Haute-Normandie, Antoine Devaux débute en CFA au FC Dieppe où ses performances sur le terrain lui permettent d'être recruté par le club professionnel du Havre en 2005. Antoine Devaux commence sa carrière professionnelle lors de la saison 2005-2006 avec le club normand et devient l'un des titulaires en jouant 34 matches et en marquant un but lors de cette saison 2005-2006. La saison suivante, il se fait plus discret en ne jouant que 15 matches et ne marque pas de but. 
Lors de la première moitié de la saison  2007-2008, il ne joue aucun match et est prêté jusqu'à la fin de la saison au Football Club de Gueugnon, autre club de Ligue 2 et marque un but contre Le Havre lors d'une victoire 4-3 de ces derniers au Stade Jean-Laville le 15 février 2008. Une blessure au ménisque interrompt sa carrière.
Antoine Devaux la relance en 2008-2009, en s'engageant avec l'US Boulogne. Sous la direction de Philippe Montanier, il participe pleinement à la montée en Ligue 1 du club nordiste en jouant 31 matches et en marquant à 4 reprises.
Le 16 juin 2009, il signe un contrat de 3 ans avec le Toulouse Football Club, mais en octobre 2009, de nouveaux problèmes avec son ménisque, l'empêchent de jouer la saison. À partir de 2010, à force de travail, il retrouve son poste de prédilection. Le 26 septembre, il inscrit son premier but en Ligue 1, contre Lille. 
Sur les tablettes de Valenciennes FC et du Stade brestois, il s'engage auprès du Stade de Reims, nouveau pensionnaire de Ligue 1, le 2 juillet 2012. Relayeur infatigable, Antoine Devaux s'impose comme joueur-cadre du club champenois; il prolonge son contrat avec Reims en juin 2015, pour deux nouvelles saisons.

## Statistiques
| Saison                | Club                  | Championnat           | Championnat | Championnat | Coupe nationale | Coupe nationale | Coupe de la Ligue | Coupe de la Ligue | Compétition(s) continentale(s) | Compétition(s) continentale(s) | Compétition(s) continentale(s) | Total | Total |
| Saison                | Club                  | Division              | M.          | B.          | M.              | B.              | M.                | B.                | Comp.                          | M.                             | B.                             | M.    | B.    |
| 2005-2006             | Le Havre AC           | Ligue 2               | 35          | 1           | 2               | 0               | 1                 | 0                 | -                              | -                              | -                              | 38    | 1     |
| 2006-2007             | Le Havre AC           | Ligue 2               | 15          | 0           | -               | -               | 1                 | 0                 | -                              | -                              | -                              | 16    | 0     |
| Sous-total            | Sous-total            | Sous-total            | 50          | 1           | 2               | 0               | 2                 | 0                 | -                              | -                              | -                              | 54    | 1     |
| 2007-2008             | FC Gueugnon (prêt)    | Ligue 2               | 4           | 1           | 1               | 0               | -                 | -                 | -                              | -                              | -                              | 5     | 1     |
| Sous-total            | Sous-total            | Sous-total            | 4           | 1           | 1               | 0               | -                 | -                 | -                              | -                              | -                              | 5     | 1     |
| 2008-2009             | US Boulogne           | Ligue 2               | 31          | 4           | 4               | 1               | 3                 | 0                 | -                              | -                              | -                              | 38    | 5     |
| Sous-total            | Sous-total            | Sous-total            | 31          | 4           | 4               | 1               | 3                 | 0                 | -                              | -                              | -                              | 38    | 5     |
| 2009-2010             | Toulouse FC           | Ligue 1               | 3           | 0           | -               | -               | -                 | -                 | C3                             | 4                              | 1                              | 7     | 1     |
| 2010-2011             | Toulouse FC           | Ligue 1               | 28          | 1           | -               | -               | 1                 | 0                 | -                              | -                              | -                              | 29    | 1     |
| 2011-2012             | Toulouse FC           | Ligue 1               | 22          | 2           | 1               | 0               | 1                 | 0                 | -                              | -                              | -                              | 24    | 2     |
| Sous-total            | Sous-total            | Sous-total            | 53          | 3           | 1               | 0               | 2                 | 0                 | -                              | 4                              | 1                              | 60    | 4     |
| 2012-2013             | Stade de Reims        | Ligue 1               | 35          | 0           | 1               | 0               | 1                 | 0                 | -                              | -                              | -                              | 37    | 0     |
| 2013-2014             | Stade de Reims        | Ligue 1               | 35          | 2           | 1               | 0               | 2                 | 1                 | -                              | -                              | -                              | 38    | 3     |
| 2014-2015             | Stade de Reims        | Ligue 1               | 28          | 1           | 2               | 0               | 1                 | 0                 | -                              | -                              | -                              | 31    | 1     |
| 2015-2016             | Stade de Reims        | Ligue 1               | 33          | 1           | -               | -               | -                 | -                 | -                              | -                              | -                              | 33    | 1     |
| 2016-2017             | Stade de Reims        | Ligue 2               | 14          | 1           | -               | -               | 1                 | 0                 | -                              | -                              | -                              | 15    | 1     |
| Sous-total            | Sous-total            | Sous-total            | 145         | 5           | 4               | 0               | 5                 | 1                 | -                              | -                              | -                              | 154   | 6     |
| 2017-2018             | Tours FC              | Ligue 2               | 6           | 0           | 1               | 0               | -                 | -                 | -                              | -                              | -                              | 7     | 0     |
| Sous-total            | Sous-total            | Sous-total            | 6           | 0           | 1               | 0               | -                 | -                 | -                              | -                              | -                              | 7     | 0     |
| Total sur la carrière | Total sur la carrière | Total sur la carrière | 289         | 14          | 13              | 1               | 12                | 1                 | -                              | 4                              | 1                              | 318   | 17    |